# یا-تا-هی (نیومکزیکو)
یا-تا-هی (به انگلیسی: Yah-ta-hey) یک منطقهٔ مسکونی در ایالات متحده آمریکا است که در شهرستان مک‌کینلی واقع شده‌است. یا-تا-هی ۱۰٫۳ کیلومتر مربع مساحت و ۵۸۰ نفر جمعیت دارد و ۲٬۰۰۲ متر بالاتر از سطح دریا واقع شده‌است.